# Jonathan Blondel
Jonathan Blondel (Ieper, 3 april 1984) is een Belgisch voormalig voetballer die doorgaans als middenvelder speelde. Hij kwam uit voor Excelsior Moeskroen, Tottenham Hotspur en Club Brugge. Tussen 2002 en 2004 kwam hij ook drie keer uit voor het Belgisch voetbalelftal. Na aanhoudend blessureleed zette hij in januari 2015 een punt achter zijn profcarrière. in februari 2016 maakte hij bij vierdeklasser KVK Westhoek zijn rentree.

## Carrière

### Jeugd
Blondel groeide op in het naburige Henegouwse Ploegsteert. Daar sloot de middenvelder zich op achtjarige leeftijd aan bij zijn eerste club. Een jaar later maakte hij de overstap naar de jeugd van Excelsior Moeskroen. Hij doorliep er alle jeugdreeksen en maakte in 2001 de overstap naar het eerste elftal.

### Moeskroen
Onder trainer Hugo Broos maakte Blondel in het seizoen 2001/02 zijn debuut in de hoogste afdeling. Op 7 september 2001 mocht de 17-jarige middenvelder meespelen in de streekderby tegen Sporting Charleroi. Ondanks het feit dat hij een lichtgewicht was, maakte de Henegouwer indruk met zijn dribbelvaardigheid en spelinzicht. Moeskroen, dat toen naast Blondel ook over klinkende namen als Mbo Mpenza, Marcin Żewłakow, Zoran Ban en Tonči Martić beschikte, sloot het seizoen af als zesde en bereikte ook de bekerfinale, waarin het met 3-1 verloor van Club Brugge. Blondel scoorde het enige doelpunt voor Moeskroen.

### Tottenham
In de zomer van 2002 tekende de toen achttienjarige middenvelder een contract voor vier seizoenen bij Tottenham Hotspur, waar hij een ploegmaat werd van onder meer Robbie Keane, Teddy Sheringham en Les Ferdinand. Veel speelkansen kreeg hij niet bij de Spurs. In twee seizoenen mocht hij evenzoveel keer invallen. Zijn debuut in de Premier League maakte hij op 31 augustus 2002. Blondel mocht toen tegen Southampton na 80 minuten invallen voor Milenko Ačimovič.

### Club Brugge
Tijdens de winterstop van het seizoen 2003/04 haalde Marc Degryse, sportief leider van Club Brugge, de nog geen 20-jarige middenvelder terug naar België. Onder coach Trond Sollied kon Blondel de verwachtingen echter niet inlossen. De Henegouwer moest zich tevreden stellen met een rol als invaller. De Noorse trainer gaf op het middenveld de voorkeur aan spelers als Timmy Simons, Philippe Clement, Nastja Čeh en Gaëtan Englebert. Als Blondel een kans kreeg om zich te tonen, viel hij vooral op door zijn temperamentvolle en agressieve speelstijl, waardoor hij regelmatig niet alleen anderen maar ook zichzelf blesseerde. Bovendien kreeg hij ook het verwijt dat hij niet hard genoeg voor zijn sport leefde. Blondel werd in zijn beginjaren bij blauw-zwart regelmatig in het Gentse uitgaansleven gespot. Onder meer op aandringen van Degryse werd Blondel plichtsbewuster. Zo verhuisde hij van Ploegsteert naar Zedelgem, nabij Brugge.
Pas na de komst van trainer Emilio Ferrera bloeide Blondel open. Hij werd steeds belangrijker voor zijn team, hoewel hij nog regelmatig negatief opviel door zijn gevaarlijke tackles. Zo blesseerde hij in december 2006 tegenstander Steven Defour in de topper tegen Standard Luik. Zijn latere ploegmaat Karel Geraerts, toen speler van Standard, zei na de wedstrijd dat "Blondels fouten er vrijwel altijd over zijn". Defour voegde eraan toe dat "Blondel niet op een voetbalveld thuishoorde". De trainers van de Henegouwer namen hem wel altijd in bescherming. Zo ook in het seizoen 2012/13 toen Blondel natrapte op Thomas Buffel en vijf wedstrijden schorsing kreeg. Coach Georges Leekens vond dat zijn speler geviseerd werd en raadde hem aan om zijn naam in Zorro te veranderen. Over het natrappen op Buffel zei zijn trainer het volgende: "Blondel trapte niet na, maar in de lucht."
Op 12 maart 2011 scoorde Blondel tegen KV Kortrijk met een lob van op zo'n 20 m. Club Brugge won het duel met 4-1 en plaatste zich zo voor play-offs I.
In 2008 verloor Blondel zijn boezemvriend en ploegmaat François Sterchele. De aanvaller overleed na een auto-ongeval. Het was het begin van een zware periode. Wat later verloor Blondel ook de tante waarbij hij was opgegroeid en zijn grootmoeder. Bovendien kreeg in diezelfde periode zijn vriendin Louise een miskraam. In juli 2012 stierf zijn grootvader, die hij als een mentor beschouwde. Toen hij in augustus 2012 het beslissende doelpunt maakte tegen Beerschot droeg hij zijn goal op aan zijn opa.

## Nationale ploeg
In de zomer van 2002, nadat hij zijn transfer naar Tottenham had afgerond, werd Blondel ook opgeroepen voor de nationale ploeg. Toenmalig bondscoach Aimé Antheunis gunde hem op 21 augustus 2002 zijn debuut bij de Rode Duivels. België speelde toen 1-1 gelijk tegen Polen. Blondel viel na 80 minuten in voor Walter Baseggio. In de daaropvolgende jaren kwam hij nog twee keer in actie voor de Rode Duivels. In augustus 2012 werd hij door bondscoach Marc Wilmots opnieuw opgeroepen. Hij moest de geblesseerde Nacer Chadli vervangen, maar haakte geblesseerd af.

### Interlands
| Interlands van Jonathan Blondel voor België | Interlands van Jonathan Blondel voor België | Interlands van Jonathan Blondel voor België | Interlands van Jonathan Blondel voor België | Interlands van Jonathan Blondel voor België | Interlands van Jonathan Blondel voor België |
| No.                                         | Datum                                       | Wedstrijd                                   | Uitslag                                     | Soort Wedstrijd                             | Doelpunten                                  |
| Als speler bij Tottenham Hotspur            | Als speler bij Tottenham Hotspur            | Als speler bij Tottenham Hotspur            | Als speler bij Tottenham Hotspur            | Als speler bij Tottenham Hotspur            | Als speler bij Tottenham Hotspur            |
| ------------------------------------------- | ------------------------------------------- | ------------------------------------------- | ------------------------------------------- | ------------------------------------------- | ------------------------------------------- |
| 1.                                          | 21 augustus 2002                            | Polen – België                              | 1 – 1                                       | Vriendschappelijk                           | -                                           |
| Als speler bij Club Brugge                  |                                             |                                             |                                             |                                             |                                             |
| 2.                                          | 31 maart 2004                               | Duitsland – België                          | 3 – 0                                       | Vriendschappelijk                           | -                                           |
| 3.                                          | 28 april 2004                               | België – Turkije                            | 2 – 3                                       | Vriendschappelijk                           | -                                           |
| 4.                                          | 3 maart 2010                                | België – Kroatië                            | 0 – 1                                       | Vriendschappelijk                           | -                                           |
| Totaal                                      | Totaal                                      | Totaal                                      | Totaal                                      | Totaal                                      | 0                                           |

Bijgewerkt t.e.m. 3 maart 2010

## Statistieken
| Seizoen         | Club                | Land              | Competitie      | Competitie | Competitie | Beker | Beker | Supercup | Supercup | Europees | Europees | Totaal | Totaal |
| Seizoen         | Club                | Land              | Competitie      | Wed.       | Dlp.       | Wed.  | Dlp.  | Wed.     | Dlp.     | Wed.     | Dlp.     | Wed.   | Dlp.   |
| --------------- | ------------------- | ----------------- | --------------- | ---------- | ---------- | ----- | ----- | -------- | -------- | -------- | -------- | ------ | ------ |
| 2001/02         | Excelsior Moeskroen | Vlag van België   | Eerste klasse   | 18         | 0          | 3     | 1     | —        | —        | —        | —        | 21     | 1      |
| 2002/03         | Tottenham Hotspur   | Vlag van Engeland | Premier League  | 1          | 0          | 0     | 0     | —        | —        | —        | —        | 1      | 0      |
| 2003/04         | Tottenham Hotspur   | Vlag van Engeland | Premier League  | 1          | 0          | 0     | 0     | —        | —        | —        | —        | 1      | 0      |
| 2003/04         | Club Brugge         | Vlag van België   | Eerste klasse   | 8          | 1          | 3     | 1     | —        | —        | 1        | 0        | 12     | 2      |
| 2004/05         | Club Brugge         | Vlag van België   | Eerste klasse   | 15         | 2          | 3     | 0     | 1        | 0        | 4        | 0        | 23     | 2      |
| 2005/06         | Club Brugge         | Vlag van België   | Eerste klasse   | 11         | 0          | 0     | 0     | —        | —        | 6        | 0        | 17     | 0      |
| 2006/07         | Club Brugge         | Vlag van België   | Eerste klasse   | 26         | 0          | 4     | 0     | —        | —        | 8        | 0        | 38     | 0      |
| 2007/08         | Club Brugge         | Vlag van België   | Eerste klasse   | 26         | 3          | 2     | 2     | 1        | 0        | 2        | 0        | 31     | 5      |
| 2008/09         | Club Brugge         | Vlag van België   | Eerste klasse   | 16         | 0          | 0     | 0     | —        | —        | 2        | 0        | 18     | 0      |
| 2009/10         | Club Brugge         | Vlag van België   | Eerste klasse   | 31         | 0          | 3     | 0     | —        | —        | 10       | 2        | 44     | 2      |
| 2010/11         | Club Brugge         | Vlag van België   | Eerste klasse   | 27         | 2          | 1     | 1     | —        | —        | 6        | 1        | 34     | 4      |
| 2011/12         | Club Brugge         | Vlag van België   | Eerste klasse   | 16         | 0          | 1     | 1     | —        | —        | 4        | 0        | 21     | 1      |
| 2012/13         | Club Brugge         | Vlag van België   | Eerste klasse   | 15         | 1          | 0     | 0     | —        | —        | 9        | 1        | 24     | 2      |
| 2013/14         | Club Brugge         | Vlag van België   | Eerste klasse   | 2          | 1          | 0     | 0     | —        | —        | 2        | 0        | 4      | 1      |
| 2014/15         | Club Brugge         | Vlag van België   | Eerste klasse   | 0          | 0          | 0     | 0     | —        | —        | 0        | 0        | 0      | 0      |
| Carrière totaal | Carrière totaal     | Carrière totaal   | Carrière totaal | 213        | 10         | 20    | 6     | 2        | 0        | 54       | 4        | 290    | 20     |

Laatst bijgewerkt op 01-09-2013.

## Erelijst
| Belgisch kampioen  | 1x | 2004/05          |
| Beker van België   | 2x | 2003/04, 2006/07 |
| Belgische Supercup | 2x | 2004, 2005       |